# 다비트 라파타
다비트 라파타(David Lafata, 1981년 9월 18일 ~ )은 체코의 전 축구 선수로, 포지션은 공격수이다.